# Linha J do Metrocable de Medellín
A Linha J: San Javier ↔ La Aurora é uma das linhas em operação do Metrocable de Medellín, inaugurada no dia 3 de março de 2008. Estende-se por cerca de 2,7 km. A cor distintiva da linha é o amarelo.
Possui um total de 4 estações em operação, das quais 1 é superficial e 3 são elevadas. A Estação San Javier possibilita integração com a Linha B do Metrô de Medellín.
A linha, operada pela Empresa de Transporte Masivo del Valle de Aburrá Limitada (ETMVA), possui capacidade para transportar até 3.000 passageiros por hora em cada sentido. Atende somente o município de Medellín, situado na Região Metropolitana do Vale do Aburrá.

## Estações
| Nome        | Inauguração        | Município | Integração | Posição    | Latitude      | Longitude     |
| ----------- | ------------------ | --------- | ---------- | ---------- | ------------- | ------------- |
| San Javier  | 3 de março de 2008 | Medellín  |            | Superfície | 06° 15' 25" N | 75° 36' 50" O |
| Juan XXIII  | 3 de março de 2008 | Medellín  | -          | Elevada    | 06° 15' 56" N | 75° 36' 49" O |
| Vallejuelos | 3 de março de 2008 | Medellín  | -          | Elevada    | 06° 16' 31" N | 75° 36' 50" O |
| La Aurora   | 3 de março de 2008 | Medellín  | -          | Elevada    | 06° 16' 52" N | 75° 36' 51" O |